# Kvint Mucije Scevola Pontifeks
Kvint Mucije Scevola Pontifeks (lat: Quintus Mucius Scaevola Pontifex, umro 82. god. pre Hrista) je istaknuti rimski pravnik iz perioda rimske Republike. Bio je konzul i učitelj prava mnogim poznatim Rimljanima svoga doba uključujući Cicerona.
Ubijen je za vreme progona posle  Gaj Marijeve smrti. Najznačajnije Scevolino delo je Libri iuris civilis
u kojem je prvi put izložen sistematski prikaz civilnog prava. Objavio je i značajnu zbirku definicija
pravnih pojmova Liber singularis definitionum.